# Eostrix
Eostrix — викопний рід ранніх совоподібних птахів вимерлої родини Protostrigidae, що існував в ранньому еоцені. Рештки представників роду знайдено в США, Європі та Монголії.

## Види
- Е. mimica описаний у 1938 році Александером Ветмором, використовуючи елементи заднього піднімання в еоценових шарах у Вайомінг.[1]
- Е. martinellii був описаний у 1972 році з лівого тарсометатарсуса (кістки гомілки), вилученого з ескарпменту в Коттонвуд-Крік у окрузі Фремонт, штат Вайомінг. Рештки знайшов Хорхе Мартінеллі в 1970 році в експедиції під егідою Канзаського університету.[2]
- E. vincenti описаний у 1980 році Коліном Гаррісоном з ранньоеоценових відкладень формації Лондон Клей в Англії. Відомий з решток фаланги та проксимальних кісток тарсметатарсуса .[3] Деякі вчені вважають, що E. vincenti більше нагадує Necrobyas, ніж Eostrix.
- Е. tsaganica описаний в 2011 році Євгеном Курочкіним та Гаретом Дж. Дайком на основі решток, що знайдені в Монголії.[4]
- E. gulottai, описаний у 2016 році Геральдом Майром. Знайдений у відкладеннях формації Нанджемой у Вірджинії поряд з десятками інших видів птахів.[5]